# Alpha Ethniki 1986-1987
L'Alpha Ethniki 1986-1987 fu la 51ª edizione della massima serie del campionato di calcio greco, conclusa con la vittoria del Olympiacos, al suo venticinquesimo titolo.
Capocannoniere del torneo fu Nikos Anastopoulos (Olympiacos), con 16 reti.

## Stagione

### Formula
Come nella stagione precedente le squadre partecipanti furono 16 e disputarono un girone di andata e ritorno per un totale di 30 partite.
Le ultime due classificate furono retrocesse in Beta Ethniki.
Il punteggio prevedeva due punti per la vittoria, uno per il pareggio e nessuno per la sconfitta.
Le squadre ammesse alle coppe europee furono quattro: i campioni alla Coppa dei Campioni 1987-1988, la vincitrice della coppa nazionale alla Coppa delle Coppe 1987-1988 e seconda e terza classificata alla Coppa UEFA 1987-1988.

### Avvenimenti
La parte finale del campionato fu caratterizzata dallo sciopero di dodici delle sedici squadre che non scesero in campo e vennero penalizzate di sei punti. Ne approfittarono le quattro che si presentarono regolarmente allo stadio che terminarono il campionato alle prime quattro posizioni. L'AEK Atene ricevette una penalizzazione di nove punti poiché ai sei sopracitati si aggiunsero tre punti perché riconosciuto colpevole di illecito sportivo in una partita della stagione precedente.

## Squadre partecipanti
| Squadra            | Città      | Stadio | Stagione 1985-1986 |
| ------------------ | ---------- | ------ | ------------------ |
| AEK Atene          | Atene      |        | 3°                 |
| Apollōn Kalamarias | Kalamaria  |        | 9°                 |
| Apollōn Smyrnīs    | Atene      |        | 11°                |
| Arīs Salonicco     | Salonicco  |        | 7°                 |
| Diagoras           | Rodi       |        | Beta Ethniki       |
| Doxa Dramas        | Drama      |        | 14°                |
| Ethnikos Pireo     | Il Pireo   |        | 12°                |
| Īraklīs            | Salonicco  |        | 4°                 |
| Larissa            | Larissa    |        | 8°                 |
| OFI Creta          | Candia     |        | 2°                 |
| Olympiacos         | Il Pireo   |        | 5°                 |
| Panathīnaïkos      | Atene      |        | Campione di Grecia |
| Paniōnios          | Nea Smyrnī |        | 6°                 |
| PAOK               | Salonicco  |        | 10°                |
| PAS Giannina       | Giannina   |        | 13°                |
| GAS Veria          | Veria      |        | Beta Ethniki       |

## Classifica finale
|                   | Pos. | Squadra            | Pt | G  | V  | N  | P  | GF | GS | DR  |
| ----------------- | ---- | ------------------ | -- | -- | -- | -- | -- | -- | -- | --- |
| Grecia (bandiera) | 1.   | Olympiacos         | 49 | 30 | 22 | 5  | 3  | 54 | 24 | +30 |
|                   | 2.   | Panathīnaïkos      | 39 | 30 | 15 | 9  | 6  | 46 | 30 | +16 |
|                   | 3.   | OFI Creta          | 38 | 30 | 17 | 4  | 9  | 44 | 27 | +17 |
|                   | 4.   | Paniōnios          | 33 | 30 | 11 | 11 | 8  | 36 | 22 | +14 |
|                   | 5.   | PAOK               | 29 | 30 | 13 | 9  | 8  | 39 | 23 | +16 |
|                   | 6.   | Īraklīs            | 25 | 30 | 13 | 5  | 12 | 34 | 32 | +2  |
|                   | 7.   | AEK Atene          | 19 | 30 | 10 | 8  | 12 | 31 | 26 | +5  |
|                   | 8.   | Larissa            | 19 | 30 | 10 | 5  | 15 | 24 | 31 | -7  |
|                   | 9.   | GAS Veria          | 19 | 30 | 10 | 5  | 15 | 30 | 43 | -13 |
|                   | 10.  | Ethnikos Pireo     | 18 | 30 | 8  | 8  | 14 | 32 | 40 | -8  |
|                   | 11.  | Arīs Salonicco     | 18 | 30 | 10 | 4  | 16 | 26 | 30 | -4  |
|                   | 12.  | Apollōn Kalamarias | 17 | 30 | 8  | 7  | 15 | 21 | 35 | -14 |
|                   | 13.  | Diagoras           | 16 | 30 | 9  | 4  | 17 | 29 | 33 | -4  |
|                   | 14.  | Doxa Dramas        | 15 | 30 | 6  | 9  | 15 | 29 | 36 | -7  |
|                   | 15.  | Apollōn Smyrnīs    | 14 | 30 | 6  | 8  | 16 | 21 | 40 | -19 |
|                   | 16.  | PAS Giannina       | 11 | 30 | 5  | 7  | 18 | 14 | 38 | -24 |

Legenda:

      Campione di Grecia
      Ammesso alla Coppa UEFA
      Ammesso alla Coppa delle Coppe
      Retrocesso in Beta Ethniki
Note:

Due punti a vittoria, uno a pareggio, uno a sconfitta.
PAS Giannina, Apollon Atene, Doxa Drama, Diagoras Rodi, Apollon Kalamariaas, Aris Salonicco, PAE Ethnikos Piraeus, Veria FC, Iraklis Salonicco, AEL Larissa, PAOK Salonicco penalizzati di 6 punti
AEK Atene penalizzato di 9 punti

### Verdetti
- Olympiacos campione di Grecia 1986-87 e qualificato alla Coppa dei Campioni
- Panathinaikos e Panionios qualificati alla Coppa UEFA
- OFI Creta qualificato alla Coppa delle Coppe
- Doxa Drama, Apollon Atene e PAS Giannina retrocesse in Beta Ethniki.